# Campanula rapunculus
El rapónchigo, ruiponce  (Campanula rapunculus) es una planta de la familia de las campanuláceas.

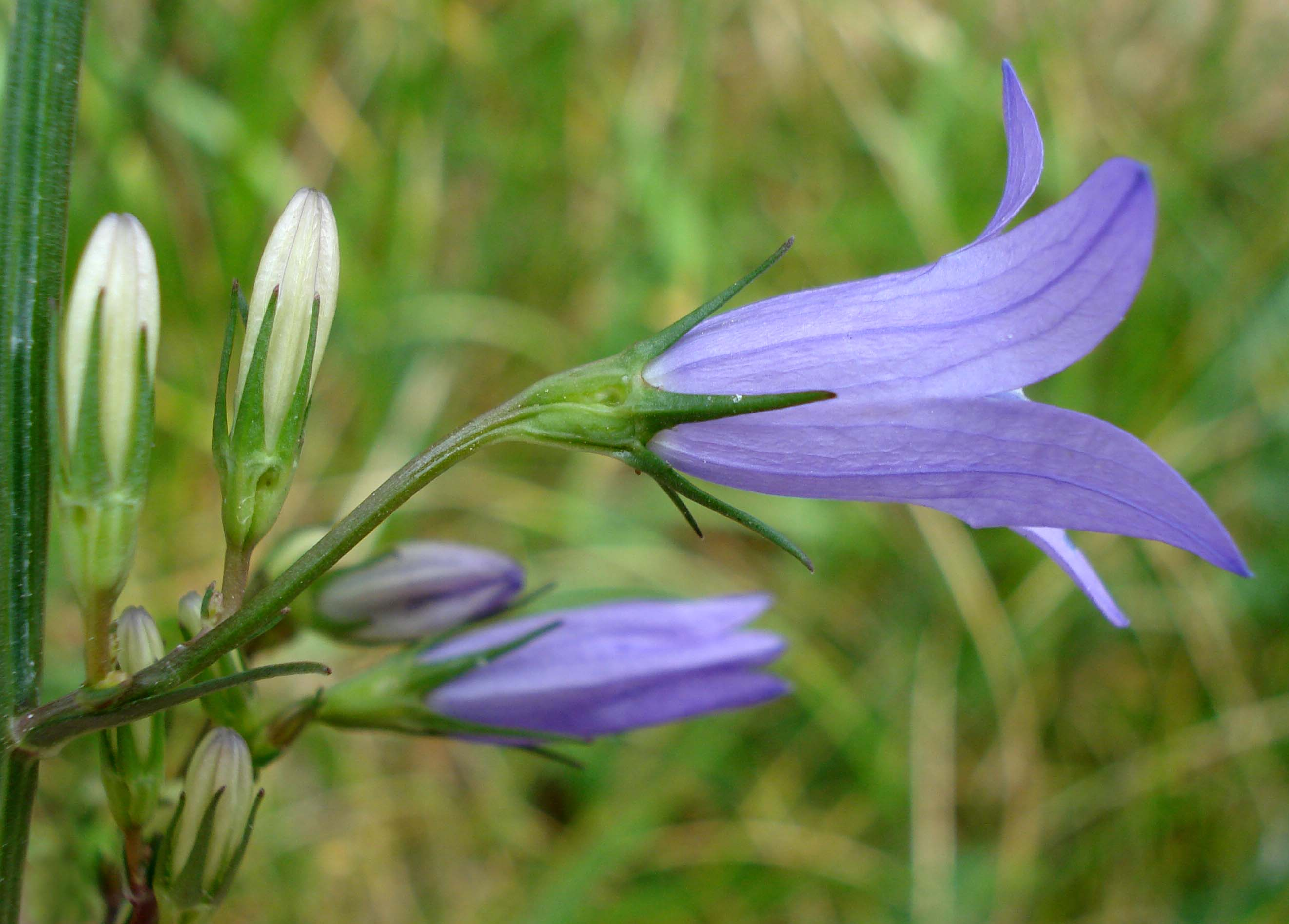
Flor.

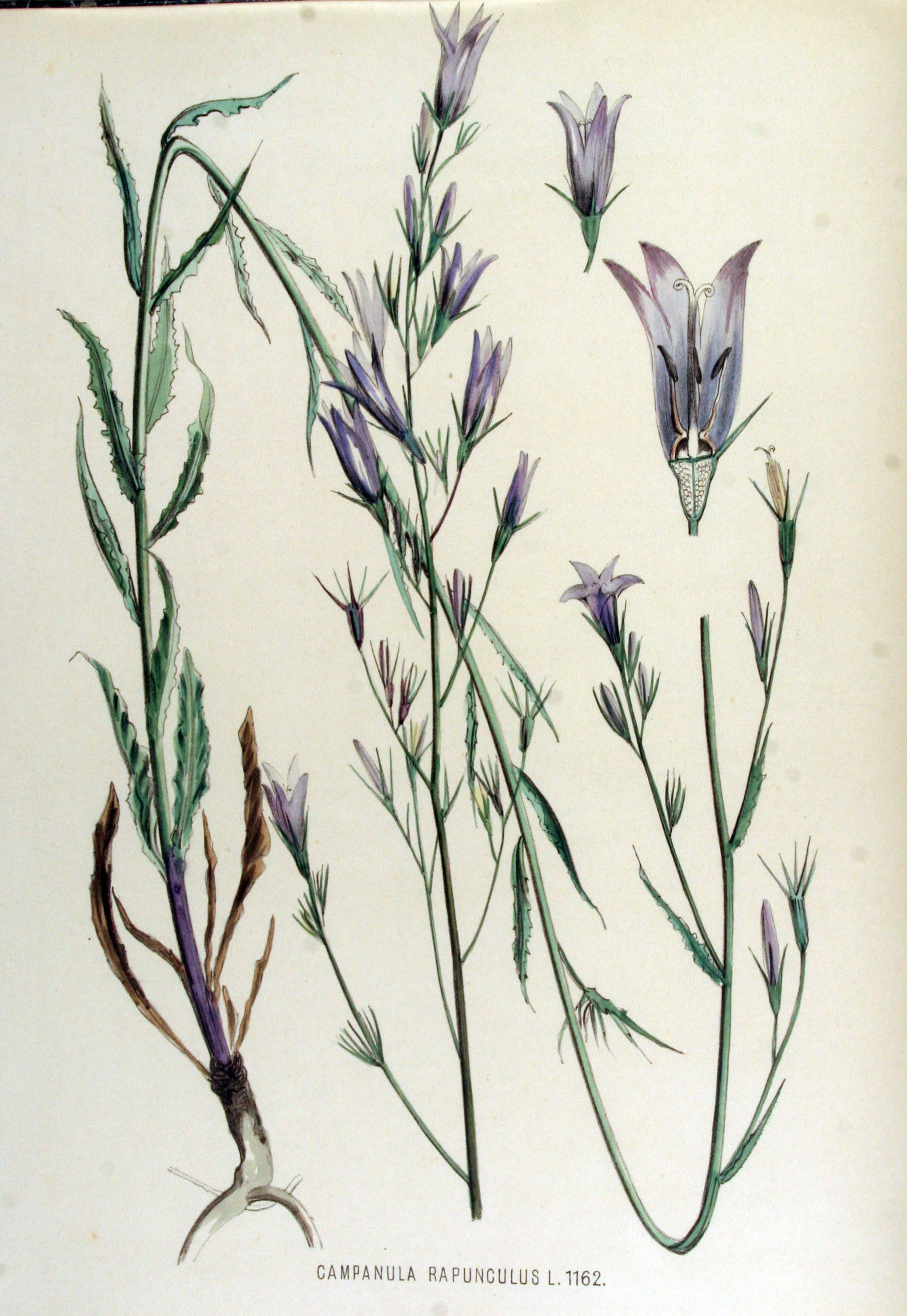
Ilustración

## Caracteres
Hierba bienal, con la raíz napiforme. Tallos erectos, simples, glabros o ligeramente hirsutos, de hasta 100 cm de altura. Hojas basales obovadas, pecioladas, las superiores linear-lanceoladas. Flores agrupadas en una inflorescencia racemosa; dientes del cáliz erectos, setiformes; corola acampanada o en forma de embudo, de color azul claro, algo más larga que los dientes del cáliz; ovario situado en posición inferior con respecto al resto de las piezas florales: Fruto en cápsula en forma de cono invertido, que se abre por pequeños orificios. Florece en primavera y verano.

## Hábitat
Prados, bosques, en melojares y pinares.

## Distribución
Gran parte de Europa, excepto Islandia, Irlanda y Noruega. Introducido en Dinamarca, Suecia y Gran Bretaña.

## Usos
El rapónchigo se ha usado como cicatrizante de heridas y como astringente. Su raíz es comestible y se emplea como aperitivo en la preparación de ensaladas.
Las hojas de esta planta son uno de los ingredientes del preboggion, mezcla de hierbas típica de la cocina de Liguria.

## Taxonomía
Campanula rapunculus fue descrita por Carolus Linnaeus y publicado en  Species Plantarum 1: 164. 1753.
Etimología
Campanula: nombre genérico que deriva del latín donde "campanula" significa "pequeña campana".
rapunculus: del latín``rapum``, rábano o nabo .., similar a un pequeño rábano o nabo
Sinonimia
- Campanula lusitanica f. bracteosa (Willk.) Cout.
- Campanula lusitanica f. racemoso-paniculata (Willk.) Cout.
- Campanula lusitanica f. verruculosa (Hoffmanns. & Link) Cout.
- Campanula lusitanica var. cymoso-spicata (Willk.) Cout.
- Campanula lusitanica auct.[3]
- Campanula esculenta Salisb.
- Campanula patula var. rapunculus (L.) Kuntze
- Neocodon rapunculus (L.) Kolak. & Serdyuk.[4][5]

subsp. lambertiana (A.DC.) Rech.f.
- Campanula hyrcania Wettst.
- Campanula lambertiana A.DC.
- Neocodon lambertianus (A.DC.) Kolak. & Serdyuk.[6]

subsp. rapunculus
- Campanula calycina Boeber ex Schult.
- Campanula castellana Pau
- Campanula coarctata Gilib.
- Campanula decurrens Thore
- Campanula elatior Link & Hoffmanns.
- Campanula fastigiata S.G.Gmel.
- Campanula glandulosa Banks ex A.DC.
- Campanula rapuncula St.-Lag.
- Campanula verruculosa Hoffmanns. & Link
- Campanula virgata A.DC.
- Rapunculus verus Fourr.[7]

## Nombres comunes
- Castellano: campanillas, campanillas de todo el año, campanita, campanitas, nabillo redondo silvestre, nabiza, nabo montesino, rapillo abotonado, rapillo piramidal, rapincho, rapinchos, raponce, rapunzel, raponces, rapónchico, rapónchigo, raponcio, rapóndigo, rapóntico, rapuncio, respionzo, respionzos, ruiponce, ruipóntico, ruipóntigo, vara de San José del campo.[3]

## Curiosidades
El nombre Rapunzel proviene de esta flor y se puede ver también en la versión de 2010.